# Курнаевский тюльпанный луг
Курнаевский тюльпанный луг — памятник природы регионального значения, созданный с целью сохранения уникального природного комплекса — места произрастания ценных, малочисленных, редких и исчезающих видов растений, в том числе тюльпана Шренка, занесённого в Красную книгу Волгоградской области и РФ.

## Описание
Памятник природы учреждён постановлением Главы Администрации Волгоградской области от 25.08.2009 № 993 «Об объявлении территорий в границах Дубовского, Клетского, Старополтавского, Суровикинского муниципальных районов Волгоградской области памятниками природы регионального значения». Расположен в 8 километрах к юго-востоку от села Курнаевка, Волгоградской области в зоне полупустынь, подзоне комплексов на светло-каштановых почвах, на участке площадью 418 га. Физико-географический регион: Восточно-Европейская равнина, Прикаспийская низменность, Заволжский район, подрайон водораздельный. Ландшафт Иловатский надпойменно-террасовый опесчаненный. 
Почвенный покров представлен каштановыми и каштановыми солонцеватыми, с преобладанием тяжелосуглинистых почвами, развитыми на сыртовых отложениях. Почвообразующие породы — четвертичные лёссовидные суглинки и глины. Коренные породы — глины, суглинки и пески сыртовой свиты, а также четвертичные пески, перекрытые лёссовидными породами. Растительность представлена сухими бедно-разнотравными типчаково-ковыльными ассоциациями в комплексе с белополынными.

## Ограничения на использование земель
На территории Памятника природы запрещаются:
- распашка земель, строительство зданий и сооружений, дорог и трубопроводов, линий электропередач и прочих коммуникаций, взрывные работы и разработка новых месторождений полезных ископаемых;
- выпас скота и его прогон по территории Памятника природы в период вегетации тюльпана Геснера (Шренка) с 10 марта по 1 июля;
- сбор и уничтожение растений, выкопка луковиц;
- изменение установившегося гидрологического режима территории;
- применение ядохимикатов и химических средств защиты растений сельскохозяйственными, другими организациями и предприятиями без предварительного согласования со специально уполномоченным органом;
- проезд транспорта вне дорог общего пользования, стоянка транспорта вне отведенных мест;
- размещение отходов производства и потребления;
- предоставление земельных участков под застройку для коллективного и индивидуального садоводства и огородничества, организации подсобного хозяйства.

За обеспечение охраны и функционирование ООПТ несёт ответственность Комитет охраны окружающей среды и природопользования Волгоградской области.